# 博伦戈
博伦戈（意大利语：Bollengo），是意大利皮埃蒙特大区都灵省的一个市镇。人口2088(2010年12月31日).